# 60 Seconds!
60 Seconds! је акционо-авантуристичка видео игра коју је развио и објавио пољски студио Robot Gentleman. Објављен је за Виндовс 25. маја 2015, 18. децембра 2017. за Нинтендо Свич, 6. марта 2020. за Плејстејшн 4 и Иксбокс Један, 28. децембра 2017. за Андроид, и 22. септембра 2016. за IOS. Игра се одвија у приградском граду док нуклеарна бомба треба да детонира за 60 секунди, приморавајући четворочлану породицу да прикупи што је могуће више залиха у временском оквиру, а затим преживи и на крају побегне на безбедније место са оним што би могло бити окупљени.
Игра је првобитно требало да буде тест да се види да ли је Јунити прави погон за игру. На крају је пуштен у свет због тога како је тест прошао.
Реновирана верзија 60 Seconds! под називом 60 Seconds! Reatomized је објављен 25. јула 2019.

## Прича
60 Seconds! дешава се у Сједињеним Државама током 1950-их. Игра прати породицу Мекдудл (Тед, Долорес, Мери Џејн и Тими) док покушавају да преживе последице нуклеарне апокалипсе што је дуже могуће.
Прво, играч има титуларних 60 секунди да набави све залихе, чланове породице и диверзионе предмете (нпр. сет дама) и одведе их у подземно склониште испод своје куће, укључујући члана породице којег у почетку контролишу, пре него што се нуклеарна бомба баца на комшилук и детонира. Ако то не учините, то утиче на ток игре.
Сваки дан, играч мора доносити одлуке за породицу на основу доступних залиха, ограничених информација или способности чланова породице. Неки од њих носе ризике и могу довести до лошег здравља или чак смрти једног или свих чланова породице.
За потрошне залихе, играч мора да рационализује њихову употребу, као што су храна и вода међу члановима породице, на основу тога колико су у почетку стекли, њиховог укупног здравља и потребе за тим. Играч такође мора бити опрезан у погледу менталног стања чланова породице, јер изолација склоништа утиче и на игру. (на пример Тед ће једну од својих чарапа претворити у лутку и почети да разговара са њом као да је особа)
Понекад се од лика може захтевати да напусти склониште да пронађе залихе и храну. Опет, ово подразумева ризик, јер се члан породице може разболети од спољашњег зрачења или се можда неће вратити због догађаја који је довео до смрти лика.
У другим случајевима, куцање се може чути на отвору подземног склоништа и играч мора да донесе одлуку да ли да га игнорише или да отвори отвор како би омогућио било коме или било чему да ступи у интеракцију са ликовима. У зависности од догађаја, ово може резултирати могућом трговином између Мекдудлса и других погођених породица, или рацијом склоништа где су залихе украдене, или мутантом који уђе у склониште и мутира породицу, окончавајући игру.
Ако играч донесе одлуку у право време, онда постоји могућност да америчка војска дође да спаси породицу, успешно окончавши игру.

## Пријем
60 Seconds! је на Стиму оцењен као „веома позитиван“ (9.635 гласова). Игра је такође на Метакритику добила 75/100 и 80/100 за компјутерску верзију од критика критичара и 6,3 мешовите или просечне критике корисника. Метакритик је такође дао Иксбокс Један верзији 63/100 од критика критичара, док је верзија за Нинтендо Свич добила 6,3 мешовите или просечне оцене корисника. NintendoLife је игрици дао 4/10 са рангирањем корисника 10/10. PocketGamer 60 Seconds! је ставио на листу као једна од 15 најбољих игара за преживљавање за Ајфон и Ајпед. Gamesnort је дао 60 Seconds! оцену 3,9, док је награђен значкама: најбоља игра у 2017, најбоља у авантури, најбоља на Виндовс, најбоља на Нинтендо Свич и Мек.
Игру су такође навелико играли стримери: PewDiePie, Markiplier, SSundee, Gloom, и други.